# Epicopèids
Els epicopèids (Epicopeiidae) són una família de lepidòpters ditrisis de la superfamília dels geometroïdeus (Geometroidea).

## Sistemàtica
- Amana Walker, 1855
- Burmeia Minet, 2002
- Chatamla Moore, 1881
- Deuveia Minet, 2002
- Epicopeia Westwood, 1841
- Nossa Kirby, 1892
- Parabraxas Sangonera, 1897
- Psychostrophia Butler, 1877
- Schistomitra Butler, 1881

## Gènere anterior
- Epicopiopsis Grunberg, 1908